# بیمارستان شهید بهشتی (یاسوج)
بیمارستان شهید بهشتی، بیمارستانی آموزشی-درمانی در شهر یاسوج و وابسته به دانشگاه علوم پزشکی یاسوج است.
این بیمارستان نخستین بیمارستان شهر یاسوج است که در سال ۱۳۵۵ تأسیس شد.
این بیمارستان دارای بیشترین تراکم تخت بین بیمارستان های استان کهگیلویه و بویراحمد می‌باشد به طوری که ظرفیت پیش بینی شده دارای ۳۲ تخت‌خواب بود و هم اکنون ۲۱۶ تخت فعال در این بیمارستان وجود دارد.
در شهریور ماه سال ۱۴۰۲ نخستین مرکز پرتودرمانی استان کهگیلویه و بویراحمد در این بیمارستان کلنگ‌زنی شد.

## بخش ها
بخش های کلینیکی
تالاسمی - دیالیز - اتاق عمل - اورژانس - سوختگی - ICU جراحی مغز و اعصاب - عفونی - ارولوژی - ارتوپدی - جراحی عمومی - ۱ ICU ۲ - ICU - جراحی مغز و اعصاب - نورولوژی - روانپزشکی - داخلی - آی سی یو سوختگی - کلونوسکوپی - اندوسکوپی - سنگ شکن لیزری
بخش های پاراکلینیکی
آزمایشگاه - داروخانه - سونوگرافی - ماموگرافی - رادیولوژی - سی تی اسکن